# Maoupa Cedric Maake
Maoupa Cedric Maake (* 1965) ist ein südafrikanischer Serienmörder, der auch als Wemmer Pan Killer  bezeichnet wurde. Er ermordete in den Jahren 1996 und 1997 insgesamt 27 Menschen.

## Verbrechen
Maake wurde auch als Wemmer Pan Killer bezeichnet, da er die meisten seiner Opfer in diesem Teil von Johannesburg fand, beginnend im April 1996. Zu Anfang verband die Abteilung für Mord und Raub der Polizei in Brixton – welche für Ermittlungen bezüglich Serienmorden in der Gegend um Johannesburg verantwortlich ist – die Taten nicht und vermutete aufgrund der verschiedenen Muster zwei verschiedene Serienmörder. Während der Ermittlungen wurden zwei verschiedene Profile angelegt, eines für den „Wemmer-Pan“-Mörder und eine für den „Hammer“-Mörder.
Bei den Wemmer-Pan-Morden gab es verschiedene Opfer-Gruppen. Die ersten Opfer waren Männer und Frauen, welche alleine unterwegs waren und von Maake mit Steinen zu Tode geschlagen wurden. Die zweite Gruppe bestand aus Pärchen in Autos, welche von Maake angegriffen wurden. Er erschoss die Männer und vergewaltigte die Frauen.
Das zweite Profil bezog sich auf ermordete Verkäufer in der Innenstadt, welche in ihren Geschäften mit einem Hammer getötet wurden. Die Polizei verknüpfte die beiden Fälle, nachdem Maake in einem der Läden einen Layaway unterzeichnete. Dabei wird ein Verkaufsgegenstand zurückgelegt und in Raten abbezahlt, erst nach Ende der Zahlung wird der Gegenstand ausgehändigt. Diese Unterschrift führte zu Maake, welcher bereits bei den „Wemmer-Pan“-Morden verdächtigt wurde.

## Verhaftung
Maake wurde im Dezember 1997 als Verdächtiger in den „Wemmer-Pan“-Fällen verhaftet, welche er sofort eingestand. Er kooperierte mit der Polizei und erläuterte sein Vorgehen. Die daraus gewonnenen Daten wurden später mit dem Geoinformationssystem (GIS) und Verbrechenskarten verwendet, um Diagramme über die geografische Ausbreitung der Serienmorde darzustellen. Der Prozess gegen den „Wemmer-Pan“-Mörder war einer der ersten Verwendungen von GIS in einer Gerichtsverhandlung durch die südafrikanische Polizei. Mit Hilfe von geografischen Profilingmethoden konnte später festgestellt werden, dass die Mehrheit der Morde um die beiden Wohnorte von Maake, seinem Arbeitsplatz und den Wohnorten seines Bruders und seiner Freundin zentriert waren.
Maake wurde wegen 36 Morden, 28 versuchten Morden, 15 Vergewaltigungen, 46 Fällen von Raub und verschiedenen Delikten in Bezug auf illegalen Besitz von Feuerwaffen und Munition angeklagt. Vor Gericht plädierte Maake auf nicht schuldig in allen Fällen. Einen Monat nach seiner Verhaftung gestand er auch die „Hammer“-Morde.
Nachdem am 13. März die Plädoyers gehalten wurden, erfolgte am 15. März 2000 die Verurteilung Maakes wegen 27 Morden, 26 versuchten Morden, 14 Vergewaltigungen, 41 Raubüberfällen und zahlreichen weiteren, weniger ernsten Delikten. Insgesamt wurde er in 114 von 134 Anklagen für schuldig befunden. Er wurde zu 27 lebenslangen Freiheitsstrafen verurteilt sowie zusätzlich nochmals zu 1159 Jahren und 3 Monaten Haft. Seine Gesamtstrafe beträgt 1340 Jahre im Gefängnis.